# Бой при Киррвейлере
Бой при Киррвейлере (нем. Gefecht von Kirrweiler) — сражение, состоявшееся 28 мая 1794 года, в ходе Войны первой коалиции, близ населённого пункта Киррвейлер (Кирвайлер), на дороге из крепости Ландау в Нейштадт, между прусскими частями под командованием Гебхарда Леберехта Блюхера и французской армией.

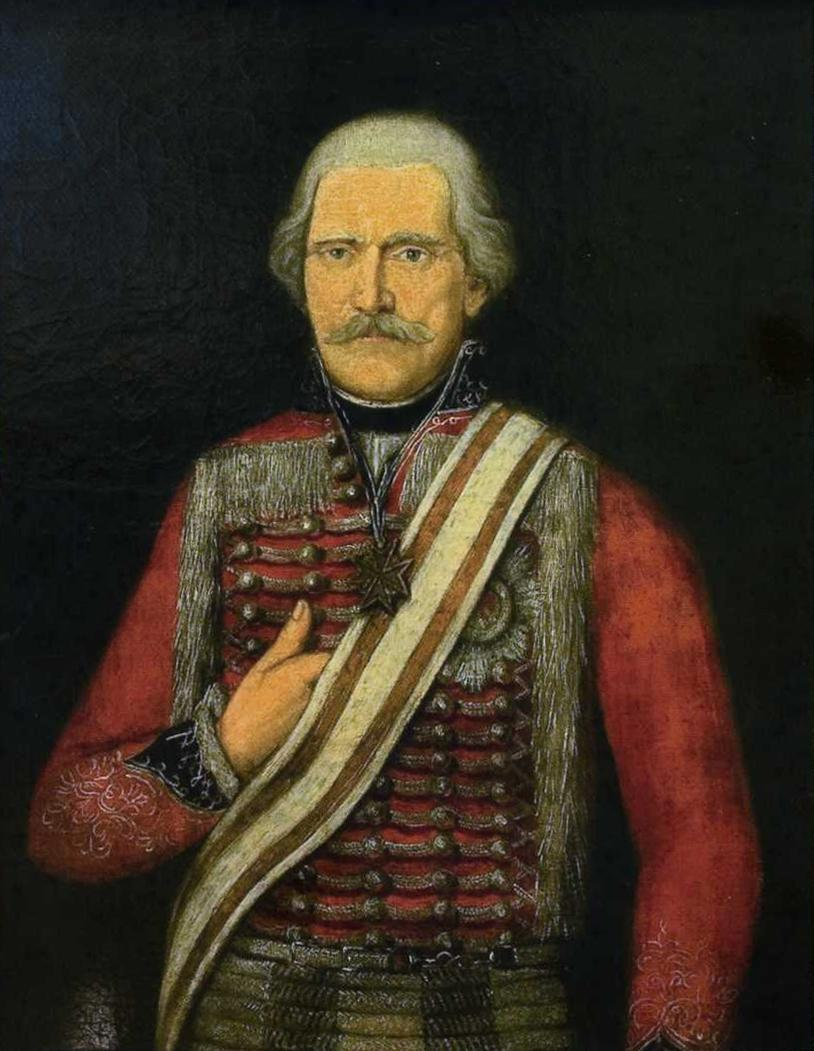
Г. Л. Блюхер

В кампанию 1794 года Первой коалиционной войны, после сражения при Кайзерслаутерне, прусские войска фельдмаршала Вихарда фон Мёллендорфа остались близ этого населённого пункта, австрийские фельдцейхмейстера князя Гогенлоэ-Кирхберга — у Дюркгейма, а Блюхер с двумя с половиной батальонов и 10 эскадронами — у Нейштадта.
Видя бездействие союзников, французы перешли в наступление, и генерал Луи Шарль Антуан Дезе, находившийся вблизи Ландау, получив приказание занять Нейштадт, 28 мая повел одну бригаду своей дивизии по большой дороге от Ландау на Нейштадт, а другую по параллельной ей через местечко Киррвейлер.
Получив от разведки донесение о передвижениях французских войск утром 28 мая, Блюхер с четырьмя эскадронами прибыл в Киррвейлер, желая атаковать противника во фланг. Внезапной атакой он обратил в бегство всю французскую бригаду, выходившую в то время из деревни и, не теряя ни минуты, с ещё одним подоспевшим эскадроном стремительно атаковал другую бригаду, двигавшуюся по главной дороге, и опрокинул её.
В результате боестолкновения французы потеряли убитыми 15 офицеров и около 400 солдат (более 320 были взяты в плен), 6 артиллерийских орудий и 2 знамени и отошли к Ландау. Прусские потери составили около пятидесяти убитых и раненых.
За победу в этом бою Гебхард Леберехт Блюхер был произведён командованием в генерал-майоры.